# Plaza de la Marina Española
La plaza de la Marina Española (en inglés, Spanish Navy Plaza) es una plaza pública en el parque Maurice A. Ferré en el centro de la ciudad de Miami, Florida en los Estados Unidos. La plaza conmemora la expedición de la Armada Española dirigida por Cristóbal Colón que llegó a América el 12 de octubre de 1492. El ancla del monumento es un ancla auténtica de la Armada Española del siglo XVII. Es el punto de atraque del buque escuela español Juan Sebastián de Elcano (A-71) cuando visita la ciudad.

## Historia

### Construcción
La plaza fue inaugurada en 1991 por el alcalde de Miami, Xavier Suárez y el cónsul general de España en Miami, Erik Martel. El monumento fue diseñado por el arquitecto cubano José Feito.

### Buque escuelaJuan Sebastián de Elcano
La plaza de la Marina Española de Miami es una parada tradicional del buque escuela español Juan Sebastián de Elcano (A-71) en su gira por el mundo. Más recientemente, el buque ha atracado en la plaza en 2008, 2013, 2016 y 2020.
Sus llegadas a la ciudad suelen ser tratadas como visitas oficiales al país con la presencia del embajador de España en Estados Unidos, el alcalde de Miami, otros representantes estadounidenses, y en algunas ocasiones con la presencia del ministro de Asuntos Exteriores de España. En sus visitas a Miami, el buque es abierto al público de manera gratuita para visitar su interior.